# Kyathanahalli, Alur
Kyathanahalli là một làng thuộc tehsil Alur, huyện Hassan, bang Karnataka, Ấn Độ.